# V838 Monocerotis

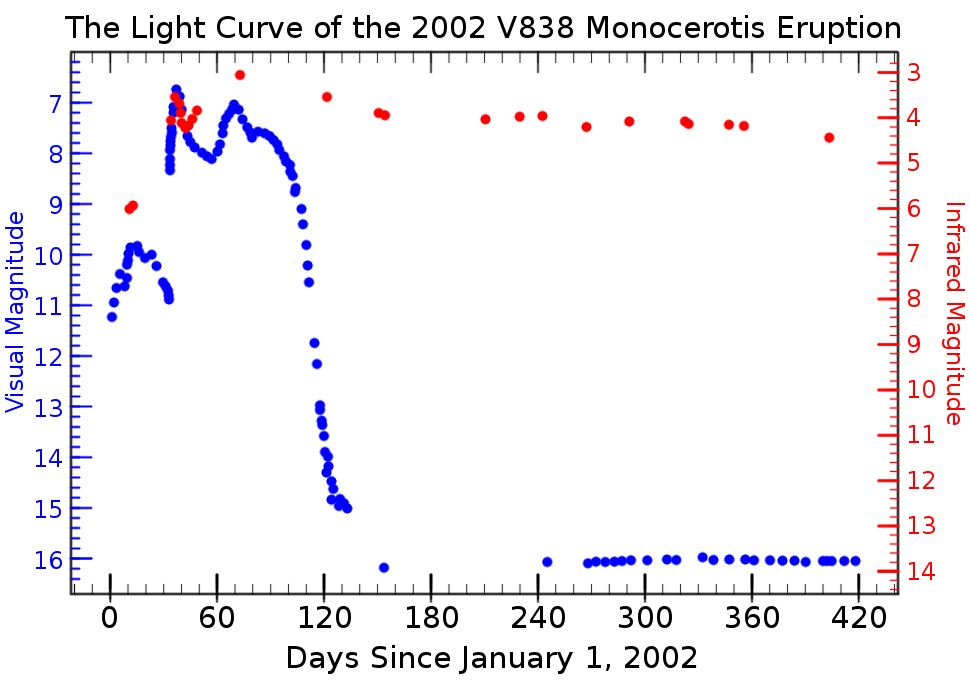
Lichtkromme van V838 Mon

V838 Monocerotis (V838 Mon) is een rode veranderlijke hyperreus op ongeveer 20.000 lichtjaren afstand in het sterrenbeeld Monocerotis met een straal van 1570 zonneradii, wat het een van de grootste bekende sterren maakt. De voorheen onbekende ster werd opgemerkt in het voorjaar van 2002 dankzij een uitbarsting. Eerst werd aangenomen dat het om een typische supernova ging, hierna realiseerde men zich dat het om iets volledig anders ging, mogelijk een heliumflits. Het lichtspectrum van V838 Monocerotis wijst erop dat de hyperreus een L-klasse ster is, een klasse die normaal enkel toegepast wordt op bruine dwergen, hiermee zou V838 Monocerotis de eerste grote ster van L-klasse zijn. Later werd het geclassificeerd als een rode nova.